# Бит, Крис
Крис Бит (англ. Christopher James Beath; род. 17 ноября 1984, Сидней) — австралийский футбольный судья. Судья ФИФА с 2011 года.

## Карьера
Крис Бит дебютировал 28 сентября 2008 года в австралийской А-лиге сезона 2008/09 годов. С тех пор он провел более 200 игр лиги.
С 2011 года Бит является судьёй ФИФА. 16 декабря 2014 года он отработал на матче финала Кубка ФФА 2014 года между «Аделаидой Юнайтед» и «Перт Глори» (1:0). Бит был арбитром на матчах чемпионата Азии 2015 года, который проходил в Австралии и чемпионата Азии 2018 года среди юношей до 23-х лет, который состоялся в Китае, ему было доверено право отработать на игре открытия. Также работал судьёй на Кубке Юго-Восточной Азии 2018 года и обслужил три игры на Кубке Азии 2019 года в Объединённых Арабских Эмиратах, в том числе первый полуфинал между Ираном и Японией (0-3).
9 июня 2017 года Бит судил Superclásico de las Americas 2017 года между сборными Бразилией и Аргентиной в Мельбурне (0:1).
В 2019 году Бит был делегирован ФИФА в качестве одного из 15 видеоарбитров на чемпионат мира по футболу среди женщин 2019 года, который состоялся во Франции.
На Олимпийском футбольном турнире в Токио в 2021 году он был одним из 25 главных судей и отработал в общей сложности три матча, включая финал между Бразилией и Испанией.
Ещё одним ярким событием в его международной судейской карьере является его назначение на Клубный чемпионат мира по футболу 2021 года в Абу-Даби, где после судейства второго раунда он, наконец, был назначен ответственным за финальный матч между «Челси» и «Палмейрас Сан-Паулу». В мае 2022 года ФИФА назначила его одним из 36 главных судей чемпионата мира по футболу 2022 года в Катаре.

### Кубок Азии 2019
| Стадия         | Дата           | Место          | Команда 1 | Команда 2 | Результат |
| -------------- | -------------- | -------------- | --------- | --------- | --------- |
| Групповой этап | 10 января 2019 | Дубай          | Бахрейн   | Таиланд   | 0:1 (0:0) |
| Групповой этап | 17 января 2019 | Шарджа Стэдиум | Ливан     | КНДР      | 4:1 (1:1) |
| Полуфинал      | 28 января 2019 | Эль-Айн        | Иран      | Япония    | 0:3 (0:0) |

### Олимпийские игры 2020
| Стадия         | Дата           | Место    | Команда 1 | Команда 2 | Результат           |
| -------------- | -------------- | -------- | --------- | --------- | ------------------- |
| Групповой этап | 22 июля 2021   | Тёфу     | Мексика   | Франция   | 4:1 (0:0)           |
| Четвертьфинал  | 31 июля 2021   | Сайтама  | Бразилия  | Египет    | 1:0 (1:0)           |
| Финал          | 7 августа 2021 | Иокогама | Бразилия  | Испания   | 2:1 д.в. (1:1, 1:0) |

### Чемпионат мира 2022 года
| Стадия         | Дата           | Место               | Команда 1 | Команда 2 | Результат | Предупреждён | Red card | Пенальти |
| -------------- | -------------- | ------------------- | --------- | --------- | --------- | ------------ | -------- | -------- |
| Групповой этап | 22 ноября 2022 | Стадион 974, г.Доха | Мексика   | Польша    | 0:0 (0:0) | 2 — 1        | 0 — 0    | 0 —      |